# Aurivillius fusca
Aurivillius fusca is een vlinder uit de familie nachtpauwogen (Saturniidae). De wetenschappelijke naam van deze soort is voor het eerst geldig gepubliceerd in 1895 door Rothschild.
De soort komt voor in tropisch Afrika.